# Radeckého pochod

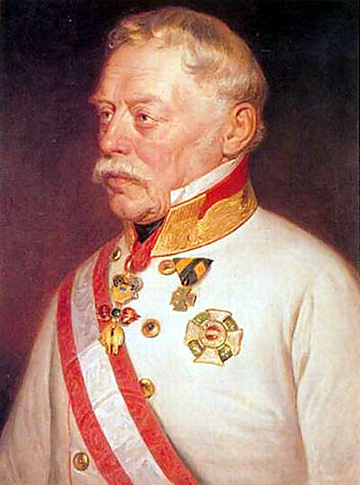
Josef Václav Radecký z Radče

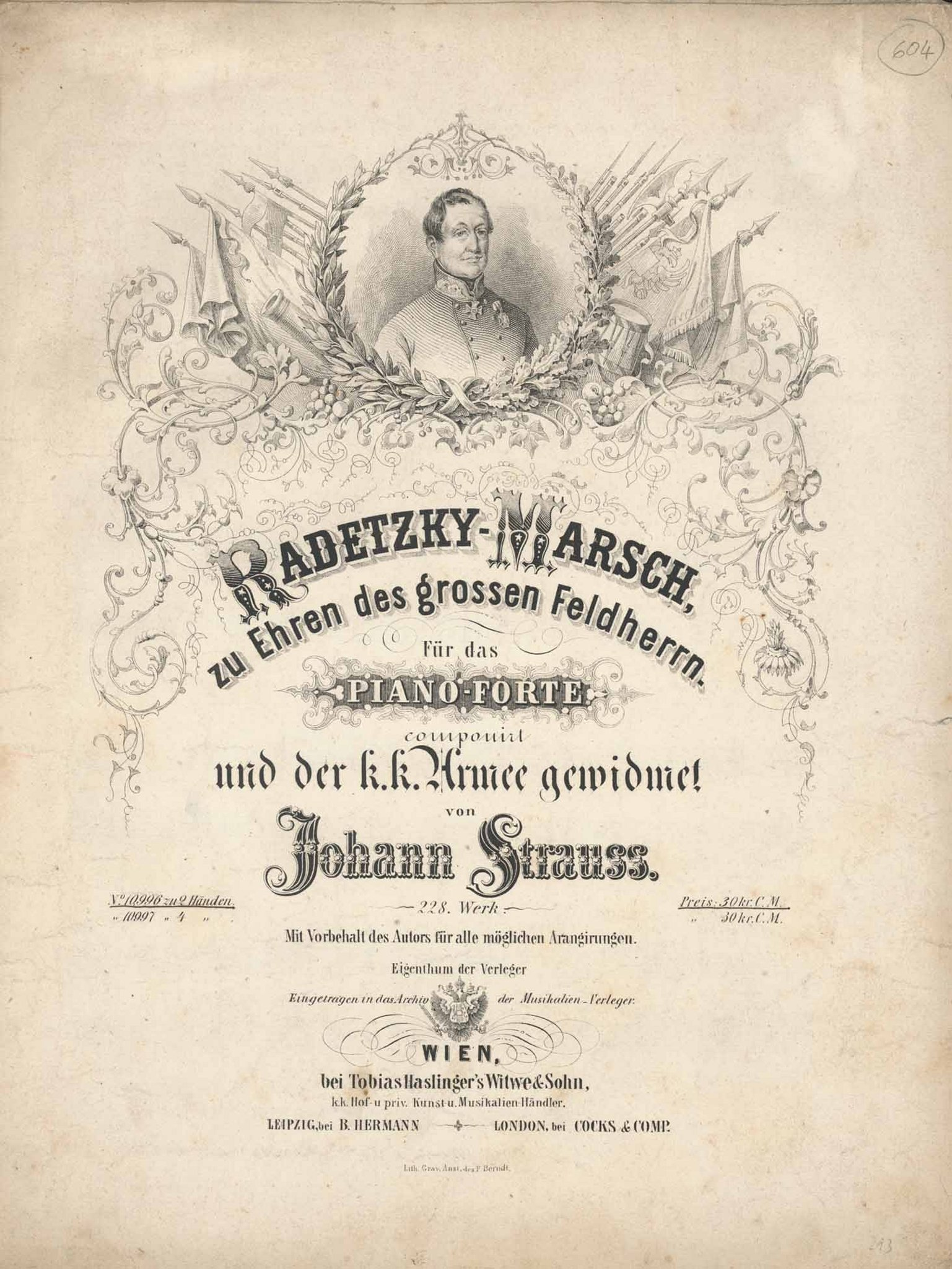
Titulní list partitury

Radeckého pochod (někdy také Radeckého marš, německy Radetzky-Marsch), Op. 228 je pochod složený Johannem Straussem starším v roce 1848 s věnováním Josefu Václavu Radeckému z Radče. Byl velmi oblíbený mezi vojáky.

## Radeckého pochod a Vídeňští filharmonici
Radeckého pochod je hrán vždy jako poslední skladba na novoročním koncertě Vídeňských filharmoniků, při které se tleskáním do rytmu tradičně zapojuje i obecenstvo.

## Inspirace v umění
- Název Pochod Radeckého (v originále Radetzkymarsch) má román rakouského autora Josepha Rotha (česky poprvé Praha, Sfinx, B. Janda, 1934)
- Román Josepha Rotha Pochod Radeckého (Radetzkymarsch) byl dvakrát zfilmován:
  - jako televizní film NSR v roce 1965[3]
  - jako třídílná televizní minisérie natočená v roce 1994 v koprodukci Rakouska, Německa a Francie[4]
- Radeckého pochod životem je životopisná divadelní hra Jana Brabence, kterou od roku 2019 uvádí soubor Comica economica na různých scénách[5]
- Radeckého marš doprovází příchod maršála Radeckého na scénu v cimrmanovské hře České nebe[6]
- Richard Müller a skupina Banket vydali v roce 1988 pod názvem Plesový marš parodii na původní skladbu, která zachovává základní melodickou strukturu, ale transformuje ji do moderní kytarově-popové podoby 80. let XX. století. Skladba je součástí druhého studiového alba Druhá doba?!.

## Kontroverze
Dnes nekonfliktně přijímaná hudba byla v minulosti i příčinou sporů národnostních (když roku 1898 v Olomouci nevyhověla hudba přání posluchačů a hrála Pochod Radeckého) či politických (roku 1924 protestovali ve Vídni sociální demokraté proti tomu, aby pochod byl hrán o státním svátku.)
Skladba je oblíbená v Jižní Americe a byla hrána orchestrálně (pochodující hudbou) na stadionech při mistrovství světa v Chile v roce 1962.